# 第1次松山抗争
第1次松山抗争（だいいちじまつやまこうそう）は、1964年（昭和39年）6月6日に愛媛県松山市で起こった三代目山口組矢嶋組組員8人と郷田会岡本組組員4人との銃撃戦。

## 発生まで
1964年4月2日、矢嶋長次率いる矢嶋組が、愛媛県松山市大手町2丁目22番地の大陸ビルの一部屋を、「八木保」と云う名義で敷金25万円、家賃5万5千円で借りた。矢嶋組は電通局の下請業者として認可をとって事業を行うために、ここに協同電設株式会社を設立。そして矢嶋組幹部の片岡正市らが協同電設株式会社に出入りを始めた。
同年4月10日頃、松山東警察署は、電通局の下請業者としての認可が難しいことを探知し、探知した状況に基づいて内偵を開始した。
6月に矢嶋組は「八木保」の名義で東雲ビルと入居契約をし、東雲ビル3階を借り、3階に入居した。
6月5日夜、松山市南京町のバー「村はずれ」で、矢嶋組若衆・末崎康雄とその若い者が酒を飲んでいた。バー「村はずれ」は、郷田会・郷田昇会長の関係のある女性が経営していた。この女性が郷田会清水組に連絡を入れた。郷田会清水組組員らがバーに駆けつけ、末崎康雄たちを石手川の堤切に連行した。末崎康雄は逃げて無事だったが、末崎康雄の若い者が拳銃で撃たれた。
翌朝、東雲ビルで矢嶋組組員数名が、末崎康雄の若い者が郷田会清水組に銃撃された事件について協議。「矢嶋組がやられたのも同様だ」という意見でまとまった。昼には松山市内の喫茶店で矢嶋組・片岡正市が郷田会幹部と話し合いを持ったが、物別れに終わった。
同日、矢嶋長次は、銃器で武装した片岡正市、末崎康雄ら矢嶋組組員を東雲ビル3階に配置した。矢嶋は護衛の幹部とともに近くの旅館に入った。矢嶋の義父・森川組・森川鹿次組長は抗争に反対した。

## 抗争
6月7日（日曜日）午前10時、東雲ビルにいた末崎康雄ら矢嶋組組員数人は、郷田会岡本組組員・阿部を、阿部の自宅の付近で拳銃を突きつけて脅し、乗用車に乗せて東雲ビルに連行し、東雲ビル3階に監禁した。
午前11時、片岡正市が松山市南夷町の郷田会岡本組・岡本雅博組長に電話をかけ、「阿部を人質にとっているから東雲ビルまで受け取りに来い」と伝えた。郷田会岡本組組員・大石ら4人が、猟銃21丁、拳銃1丁を持って、平素郷田会が使用している乗用車2台に2人ずつ分けて乗り、東雲ビルに行った。
午前11時50分頃、東雲ビルの西側の通りを北に向かって走っていた郷田会岡本組の乗用車2台が、通りを歩いていた矢嶋組組員の2名と遭遇した。矢嶋組組員2人は、北の方に逃げた。郷田会岡本組の乗用車2台は、矢嶋組組員2人を追って、T字路まで進み、T字路で互いに猟銃や拳銃などを数発撃ち合った。矢嶋組組員2人が東雲ビルに向かって逃げた。郷田会岡本組の乗用車は、矢嶋組組員2人を追い、さらに30メートルほど先で、互いに撃ち合った。矢嶋組組員の1人が負傷した。その後、矢嶋組組員2人は東雲ビルに逃げ込んだ。郷田会岡本組の乗用車2台が東雲ビルの路上に到着したとき、東雲ビル3階の窓から矢嶋組組員数人が、郷田会岡本組の乗用車2台にめがけて拳銃や猟銃を数発撃ち込んだ。郷田会岡本組組員1人が負傷した。東雲ビル3階には、片岡正市、末崎康雄ら矢嶋組組員8人がいた。
午前11時50分頃、一般人が愛媛県松山東警察署に110番通報し、平和通りの東雲ビル前で銃撃戦が行われている旨を伝えた。ちょうど同じ頃に他の通行人が松山東警察署に東雲ビル前での銃撃戦を届け出た。
12時5分頃、松山東警察署の捜査員6名が、防弾チョッキを着用したうえで東雲ビル前に急行。松山東警察署は全署員に非常招集を行ない、愛媛県警察本部に東雲ビルでの銃撃戦を報告した。
松山東警察署の捜査員6名が東雲ビルに到着すると、郷田会岡本組組員4人は、2台の乗用車に乗って逃走した。午後1時頃、非常招集に応じた松山東警察署員が約30名が東雲ビルに到着。松山東警察署署員は東雲ビルを中心に東西300メートル、南北約100メートルにわたって交通を遮断した。
およそ30分間にわたって東雲ビル3階に立てこもった矢嶋組組員は、拳銃や猟銃数発を人のいない路面に威嚇発射。4千人の見物人が集まった。結局、東雲ビルを取り囲んだ警官隊は250人だった。警察が矢嶋組組員に出頭を要求したが、立てこもった矢嶋組組員は警察の出頭要求には応じなかった。
午後2時35分頃、末崎康雄が、阿部を連れ、ライフル銃1丁、猟銃1丁、拳銃1丁を持って、東雲ビルから投降。警察は末崎を殺人未遂及び銃砲刀剣類所持等取締法違反で緊急逮捕した。警察は阿部に任意同行を求め、不合法監禁の被害者として取り調べた。片岡正市が警察隊に午後3時15分までに全員を連れて投降する旨を伝えた。
午後3時15分を過ぎても、矢嶋組組員は投降しなかった。午後4時、警察隊より東雲ビル3階に催涙弾2発が撃ち込まれ、防弾チョッキを着用した捜査員約10名が東雲ビル内に突入。東雲ビル3階に立てこもっていた矢嶋組組員7人全員が逮捕された。逮捕の際、警察側に軽傷者も出た。
6月11日、山口組が系列14団体101人を松山市と今治市に派遣、本多会も、郷田会を応援するため、系列6団体44人を派遣するも、愛媛県警の厳重な検問によって両団体の応援は阻まれた。矢嶋組は直系構成員ほぼ全員の20人が逮捕された。郷田会も41人が逮捕された。矢嶋長次と郷田昇も凶器準備集合罪で検挙された。これを受けて山口組若頭地道行雄が森川鹿次に対し「矢嶋長次が戻って来るまで、今治に直系組長3人を常駐させ、留守を預からせたい。弁護士費用や差し入れ代も全て山口組が負担する」と提案。しかし森川鹿次はこの提案を丁重に断り、1972年秋に矢嶋が出所するまで森川鹿次が今治を守っていくこととなった。